# Gnomidolon picipes
Gnomidolon picipes es una especie de escarabajo longicornio del género Gnomidolon, categorizada en la tribu Hexoplonini, de la subfamilia Cerambycinae. Fue descrita por Bates en 1870.

## Descripción
Mide 5,8-7,4 mm de longitud.

## Distribución
Se distribuye por Bolivia, Brasil y Guayana Francesa.